# Alice Munro
Alice Ann Munro, född Laidlaw den 10 juli 1931 i Wingham i Ontario, död 13 maj 2024 i Port Hope i Northumberland County, Ontario, var en kanadensisk engelskspråkig författare. Sedan debuten 1968 publicerade hon uteslutande novellsamlingar, möjligen med undantag för den andra antologin, Lives of Girls and Women (1971), som av vissa kritiker har betecknats som roman. Munro utsågs till 2013 års nobelpristagare i litteratur med motiveringen ”den samtida novellkonstens mästare”.

## Biografi
Alice Munro föddes 1931 i en lantbrukarfamilj; hennes mor var lärare och fadern rävfarmare. Via ett stipendium kom hon 1949 in på University of Western Ontario där hon studerade journalistik och engelska. På universitetet träffade hon sin blivande make författaren James Munro och hon avbröt studierna sommaren 1951 i samband med att hon gifte sig. Tillsammans med sin make flyttade hon till Victoria i British Columbia, där de öppnade en bokhandel. Tillsammans fick paret tre döttrar. De skilde sig 1972. År 1976 gifte Munro om sig med Gerald Fremlin som avled i april 2013.
Munro började skriva berättelser redan i tonåren och 1950 fick hon sin första novell publicerad i en studenttidning. Under 1950- och 1960-talen började hennes noveller spridas i flera ansedda tidskrifter, såsom The New Yorker och The Paris Review. Debuten i bokform skedde först 1968 med novellsamlingen Dance of the happy shades, som i hemlandet Kanada vann stort erkännande.
Alice Munro var under många år bosatt i Clinton, nära sina hemtrakter i sydvästra Ontario. Hon bodde i ett antal år i Victoria i British Columbia.Hon avled i sitt hem i Ontario.

## Författarskap
Munro har jämförts med stora novellförfattare såsom Anton Tjechov. Hennes novellstil kännetecknas av en klar stil och psykologisk realism. Många av berättelserna har självbiografiska inslag och utspelar sig ofta i småstadsmiljöer som Huron County i Ontario, där människors kamp för en anständig tillvaro ofta resulterar i relationssvårigheter och moraliska konflikter. Ofta behandlar hon generationsskillnader eller kolliderande livsambitioner i sina verk. Novellerna skildrar bland annat flickor som blivit vuxna och deras förhållande till familjeliv och småstaden som de växt upp i. I senare verk som Kärlek, vänskap, hat är fokus på medelålders och åldrande kvinnor. Typiskt för Munros stil är att huvudpersonerna ofta upplever en slags uppenbarelse som kastar ljus över en viss händelses betydelse.
Förutom noveller har hon också skrivit tv-manuskript. Hennes novell The Bear Came Over the Mountain filmatiserades 2006 under namnet Away from Her av Sarah Polley.

## Novellsamlingar
- 1968 – Dance of the Happy Shades
- 1971 – Lives of Girls and Women
- 1974 – Something I've Been Meaning to Tell You
- 1978 – Who Do You Think You Are? [med titeln The Beggar Maid utanför Kanada] ("Tiggarflickan", översättning Karin Benecke, Norstedts, 1984)
- 1982 – The Moons of Jupiter ("Jupiters månar", översättning Karin Benecke, Norstedts, 1985)
- 1986 – The Progress of Love) ("Kärlekens vägar", översättning Karin Benecke, Norstedts, 1991)
- 1990 – Friend of My Youth ("Äpplen eller apelsiner", översättning Karin Benecke, Norstedts, 1993)
- 1994 – Open Secrets
- 1998 – The Love of a Good Woman
- 2001 – Hateship, Friendship, Courtship, Loveship, Marriage ("Kärlek, vänskap, hat", översättning Rose-Marie Nielsen, Wahlström & Widstrand, 2003)
- 2004 – Runaway ("På fri fot", översättning Rose-Marie Nielsen, Atlas, 2014)
- 2006 – The View from Castle Rock ("Utsikten från Castle Rock", översättning Rose-Marie Nielsen, Atlas, 2016)
- 2009 – Too Much Happiness ("För mycket lycka", översättning Rose-Marie Nielsen, Atlas, 2010)
- 2012 – Dear Life ("Brinnande livet", översättning Rose-Marie Nielsen, Atlas, 2013)
- 2009 – Nära hem (urval ur The Progress of Love, Moons of Jupiter och Friend of My Youth, översättning Karin Benecke, Atlas)

## Priser och utmärkelser
- 1968 – Governor General's Awards
- 1978 – Governor General's Awards
- 1986 – Governor General's Awards
- 2009 – Internationella Bookerpriset
- 2013 – Nobelpriset i litteratur